# Ejército imperial austríaco
El ejército imperial (en alemán: Kaiserliche Armee) era la rama de las fuerzas armadas de la monarquía de los Habsburgo en los territorios de la corona de Austria, surgido como consecuencia de las guerras napoleónicas.
Este organismo militar se vio reformado en el 1867 con la constitución de la duplice monarquía que llevó a una formal independencia del Reino de Hungría bajo el gobierno del emperador Francisco José de Austria y para la formación de un ejército nacional.

## Historia

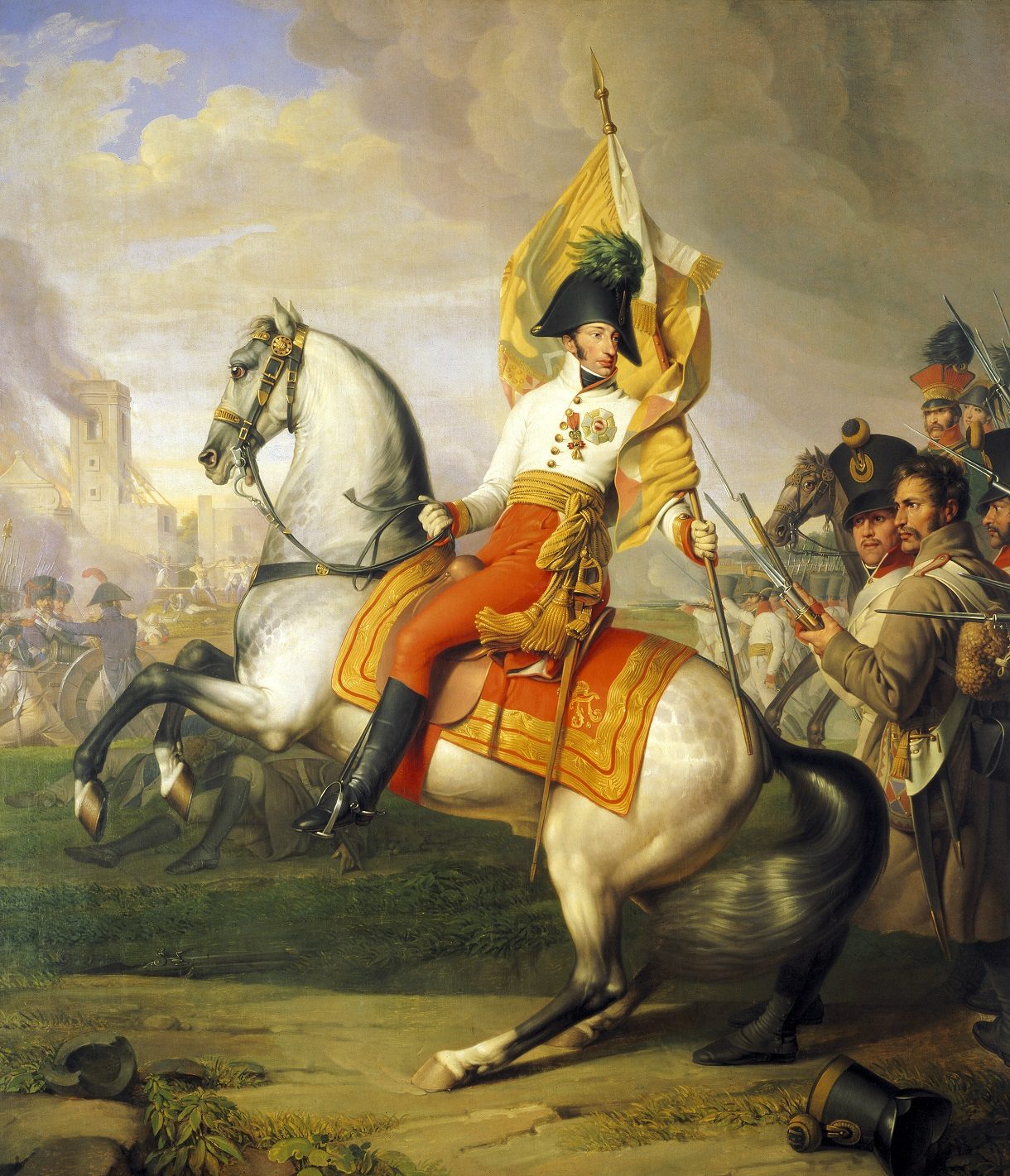
El archiduque Carlos en la batalla de Aspern-Essling, de Johann Peter Krafft.

El ejército del Imperio austriaco se organizó oficialmente a partir del 11 de agosto de 1804, después del derrumbe del Sacro Imperio Romano, la disolución del antiguo ejército imperial y la amenaza de invasión por Napoleón, el emperador Francisco I de Austria intuyo la necesidad de crear un nuevo tipo de fuerza armada capaz de defender los últimos dominios restantes de la casa de Habsburgo, las posesiones hereditarias, que consistían en Austria y en la mayor parte de los territorios del Este de Europa.
El ejército austriaco durante este período se articuló territorialmente en los territorios en posesión de la corona austriaca, que sin embargo se extendió a territorios más grandes que la actual Austria. Las tropas fueron reclutadas en Bohemia, Moravia y Silesia, y también en áreas que no eran directamente parte del Imperio como Polonia y áreas de la actual Ucrania, así como en Flandes, Italia, Hungría y Croacia. El problema fundamental en la organización de este ejército fue, por lo tanto, el lenguaje y los continuos movimientos que sufrieron los diversos regimientos después de los sucesos alternos de la guerra en curso. Este fue el caso, por ejemplo, de los regimientos valones que, después de la pérdida de los Países Bajos austriacos, fueron transferidos a Bohemia.
La figura dominante del período fue el archiduque Carlos de Austria-Teschen, que ayudó a modernizar el armamento general de las tropas austriacas, destacándose en las batallas de suma importancia como Austerlitz .

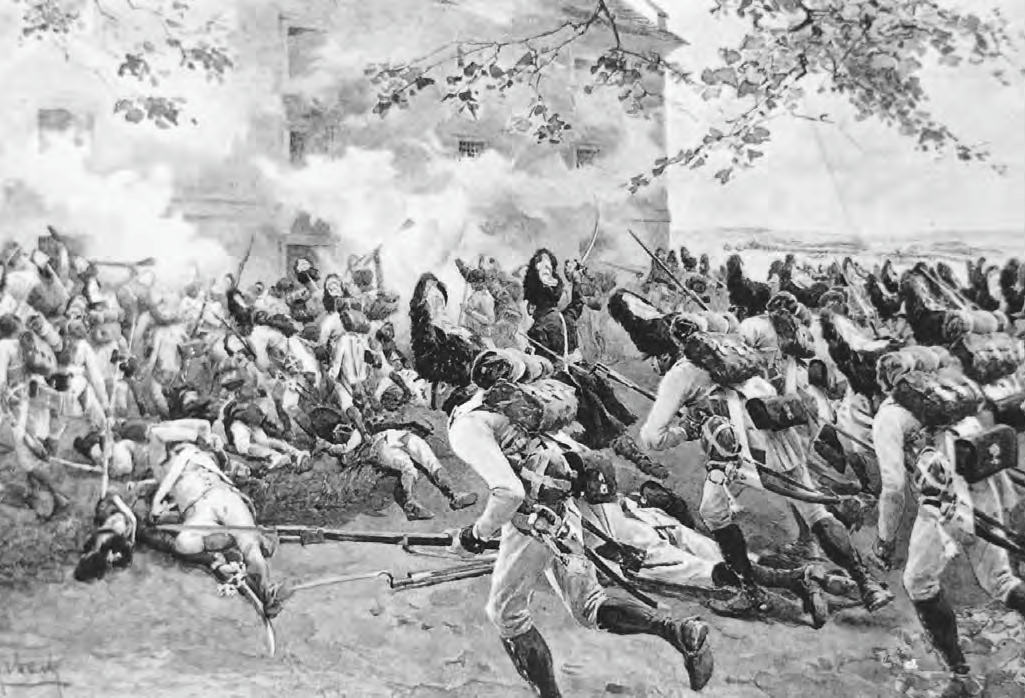
Ataque de los granaderos austriacos en Essling.

Después de la derrota de Napoleón, en la Europa de la restauración el ejército austriaco ejerce un papel fundamental para aplastar a las revoluciones liberales de principios del siglo XIX. Con la creación de la Confederación Germánica cada estado alemán envió contingentes para crear un ejército federal (Bundesheer), sin embargo cada estado miembro tenía jurisdicción militar independiente y por lo tanto nunca fue una fuerza verdaderamente unificada. La fuerza del ejército federal en 1835 era de un total de 303.484 hombres, de los cuales 94.826 pertenecían al ejército austriaco.
| Estado  | Cuerpo de ejército     | Total  | Cazadores | Infantería | Caballería | Artillería | Ingenieros | Cañones |
| ------- | ---------------------- | ------ | --------- | ---------- | ---------- | ---------- | ---------- | ------- |
| Austria | I.,II.,III. Armeekorps | 94.826 | 3.675     | 69.826     | 13.546     | 6.827      | 948        | 192     |

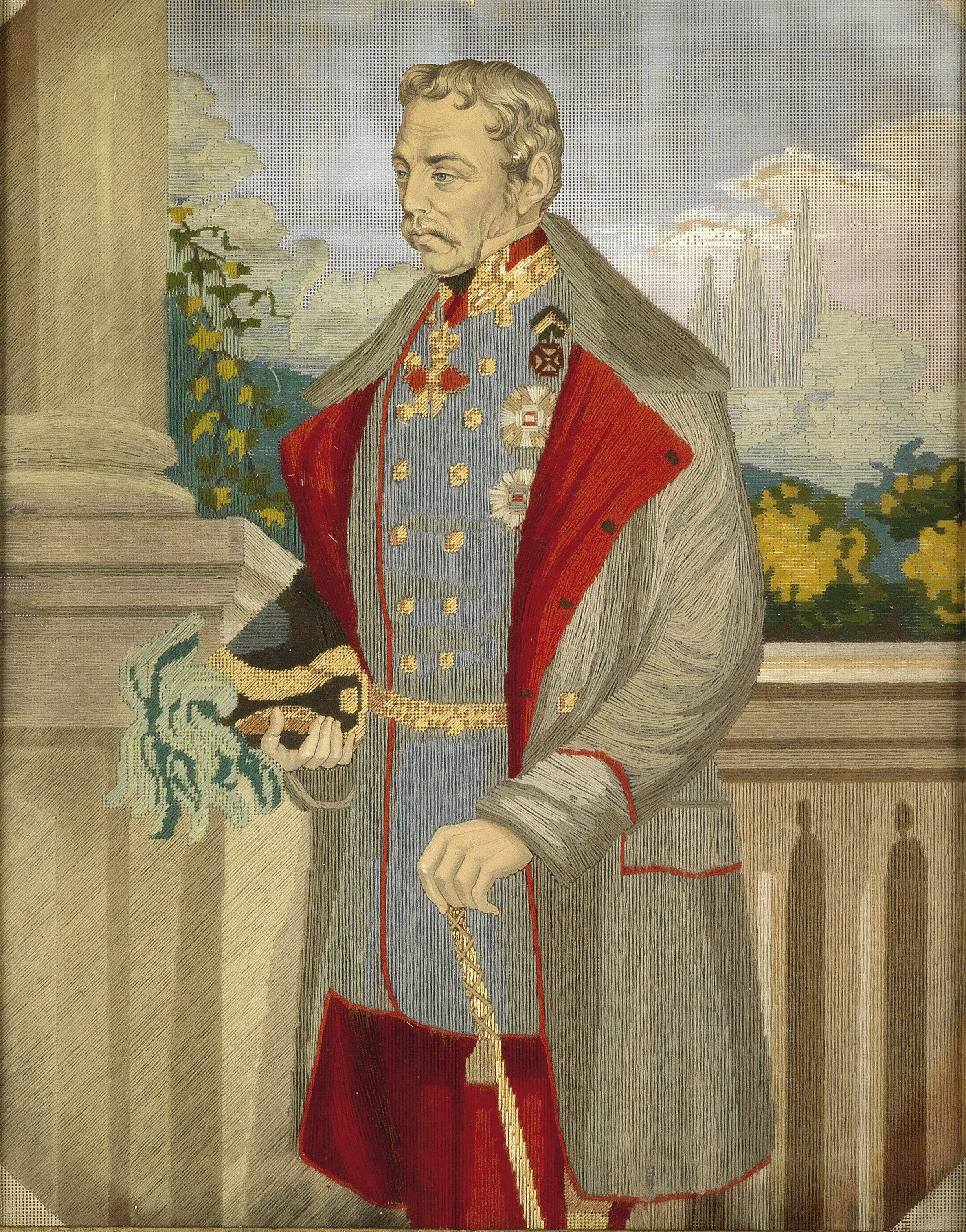
Joseph Radetzky

La revolución de 1848 casi desintegra al imperio Habsburgo sin embargo el ejército logra poner fin a los acontecimientos. Este fue un conflicto tanto interno como externo del imperio, con movimientos revolucionarios nacionalistas haciendo eclosión por todo el territorio de los Habsburgo. Los principales enfrentamientos ocurrieron en Hungría e Italia. Destacó especialmente en esta victoria en el frente italiano, el general Joseph Radetzky, los acontecimientos de 1848 en Italia dieron al viejo mariscal de campo un lugar en la historia entre los grandes comandantes, pues el ejército se encontraba al principio, no solo desprevenido, sino también gravemente disminuido en la lucha contra las tropas de Carlos Alberto de Cerdeña y los rebeldes.
En el frente húngaro el mando austriaco pidió ayuda militar rusa para aplastar a los rebeldes. Ante estas fuerzas austro-rusas los húngaros no tuvieron más opción que rendirse y capitularon en Világos.
El imperio Habsburgo logró aplastar a los rebeldes en todas partes y volvió a consolidar el orden. Sin embargo las fuerzas armadas del imperio quedaron debilitadas y los contingentes nacionales de algunas etnias fueron tratados con desconfianza. Con el fin de los acontecimientos el imperio paso a un nuevo periodo llamado el neoabsolutismo.

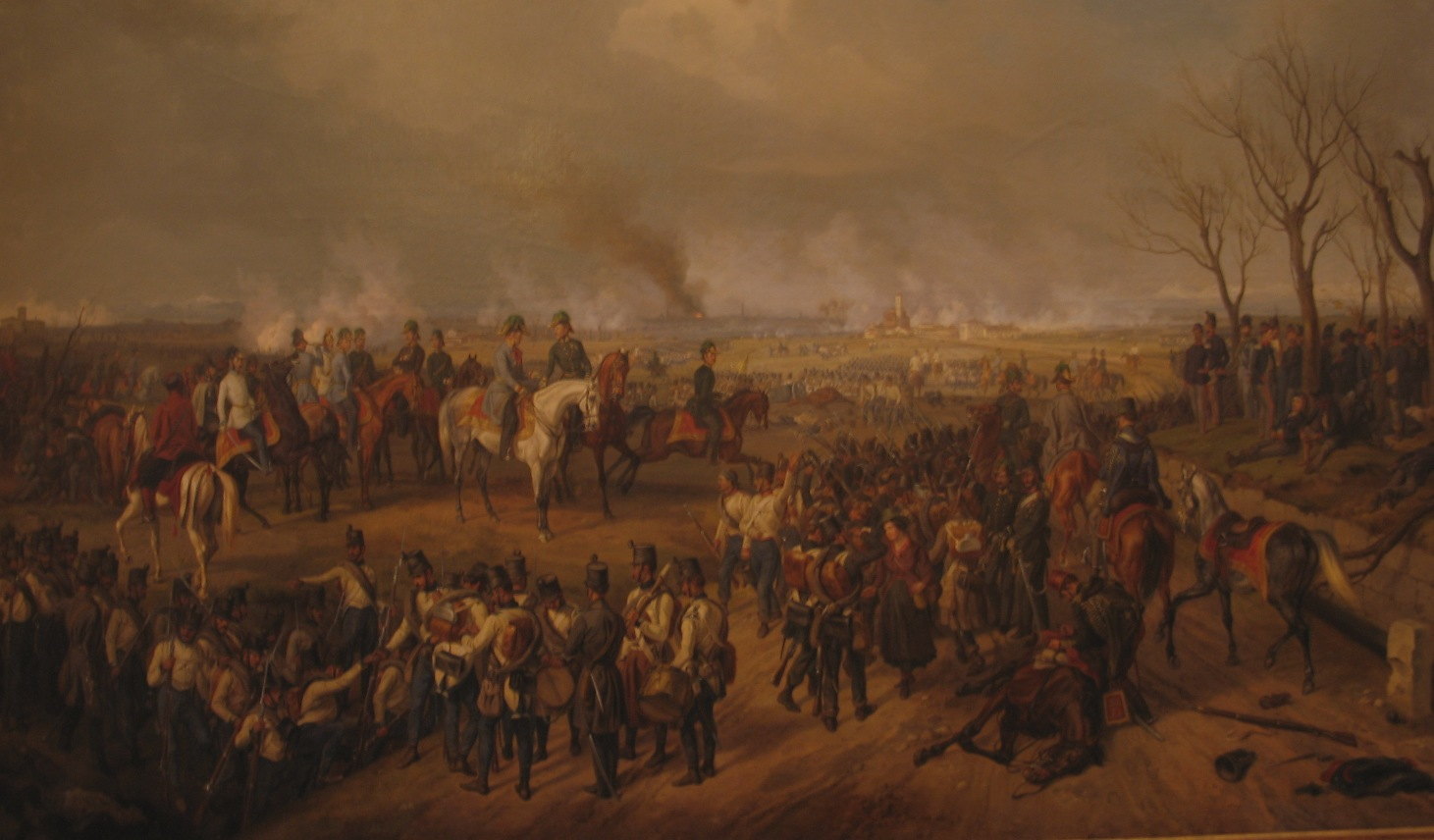
General Radetzky en la batalla de Novara 1849.

En 1859 comienza la segunda guerra de independencia italiana. Una alianza Sardo-Francesa procedió a incitar a Austria a que declarase la guerra, donde le fue muy mal, sufriendo una serie de derrotas por lo que firmó el armisticio de Villafranca. Participaron aproximadamente 220.000 soldados, 824 cañones y 22.000 jinetes conducidos por el mariscal de campo Ferenc Gyulai.

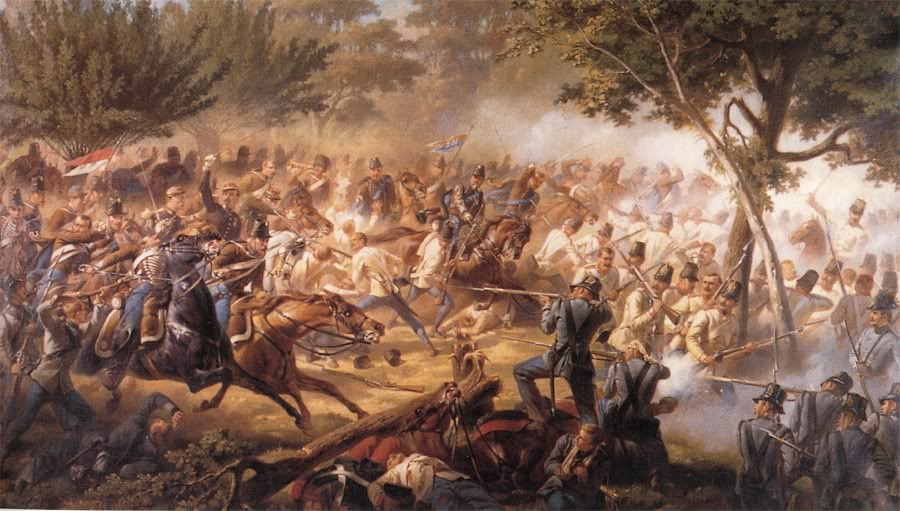
Batalla de solferino 1859

En 1864 se inicia la guerra de los ducados, en la que Austria aliada con Prusia, derrotan a Dinamarca. Austria participa con aproximadamente 21.300 hombres con 48 cañones, divididos en cuatro compañías de infantería, una brigada de caballería y tres compañías de ingenieros y una pequeña reserva de artillería. Comandó el ejército austro-prusiano el mariscal de campo prusiano Friedrich Graf von Wrangel.

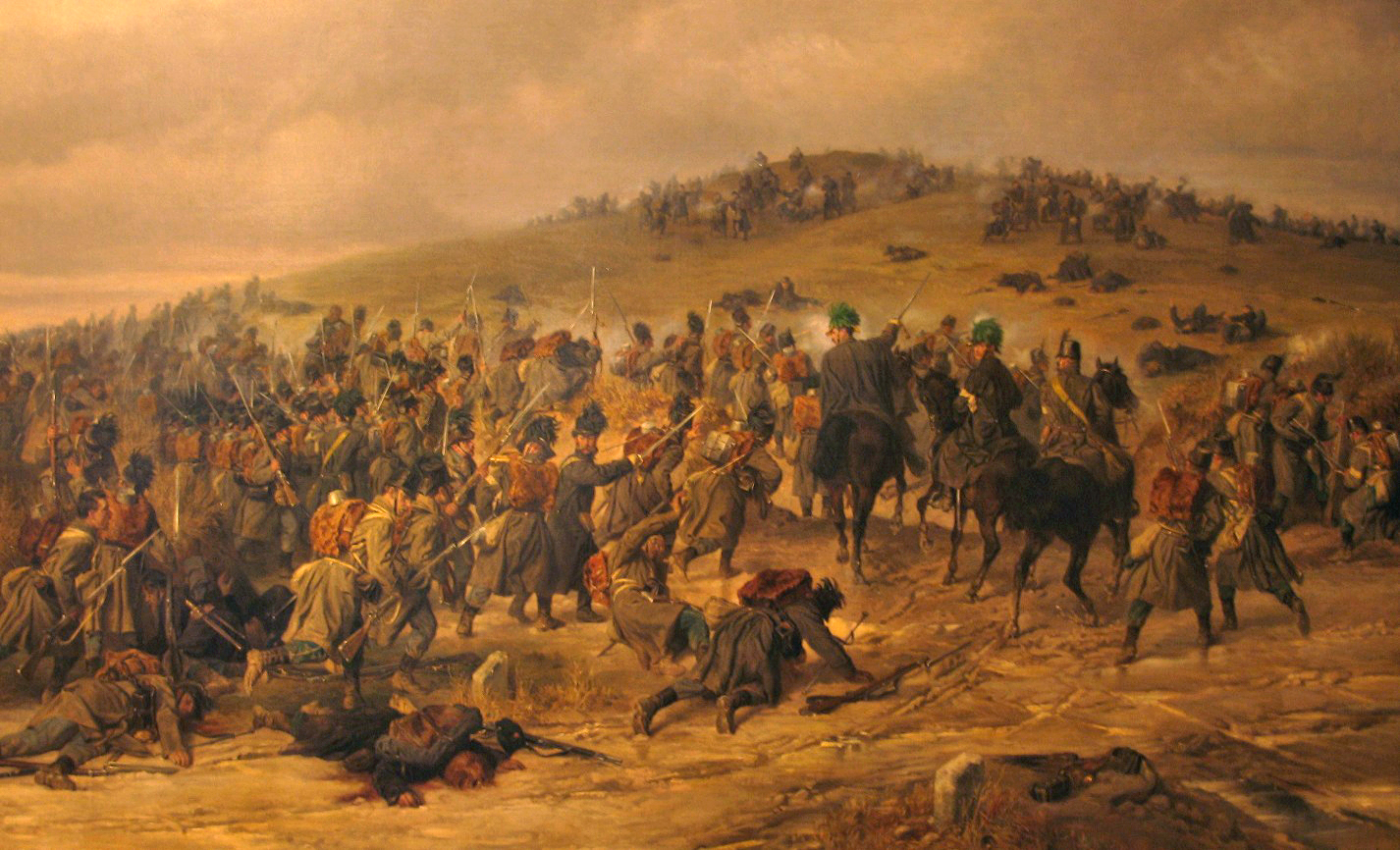
Tropas austriacas en la guerra de los ducados

En 1866 el imperio declara la guerra al reino de Prusia, por la hegemonía en la confederación germánica. Austria tenía seria desventaja militar respecto a su rival.
Austria tenía la política de distribuir tropas en regiones extrañas a sus conscriptos, como medio de evitar revueltas; como resultado, sus reclutas no estaban adscritos a alguna guarnición de su localidad de residencia, y debían recorrer grandes distancias para enrolarse. El mando militar austriaco no retenía a sus reclutas de infantería por mucho tiempo, lo cual hacía que una movilización bélica requiriese entrenar nuevas tropas en poco tiempo. Austria poseía mejores tropas de caballería pesada, pero ésta había perdido gran parte de su importancia desde las guerras napoleónicas cuando el progreso de los cañones y fusiles redujo la importancia de la caballería pesada. La artillería del ejército austriaco era de la misma calidad que la del ejército prusiano, pero la lentitud de la concentración de tropas anulaba rápidamente toda ventaja austriaca. Además, la infantería prusiana era más numerosa, estaba mejor entrenada que la austriaca y disponía en su mayor parte de fusiles de aguja Dreyse de retrocarga (se cargaban por la parte trasera del cañón), que permitían un tiro más rápido para el soldado. Por el contrario, el ejército austriaco tan sólo disponía de fusiles de tipo Lorenz de avancarga (cargados por la boca del cañón) con una cadencia de tiro mucho menor. Austria apenas tenía una gran línea de ferrocarril, que no llegaba siquiera a las regiones fronterizas con Prusia, dependiendo sus ejércitos del transporte a pie o por caballo, por lo cual para movilizar todo su poderío militar hubiera precisado de al menos un mes y medio tras la declaración de guerra.
El imperio también hizo frente al reino de Italia aliado de Prusia y logró infligirles varias derrotas. Pero contra Prusia el ejército austiaco se derrumbó. El ejército prusiano tuvo una gran victoria en la batalla de Königgrätz, tres semanas después se firmó el armisticio en Praga. De esta forma, Prusia se convirtió en la potencia hegemónica en Alemania y pudo establecer la unión de los Estados alemanes situados al norte del río Meno, constituida en 1867. Esta alianza reemplazó a la Confederación Germánica, mientras que Italia recibió el Veneto.
Tras las derrotas del imperio contra Cerdeña y Francia en 1859 y Prusia e Italia en 1866, este se vio obligado a llegar a un acuerdo con los húngaros del que nacería la monarquía dual o imperio Austrohúngaro, y por consiguiente una reforma en las fuerzas armadas.

## Comandancia

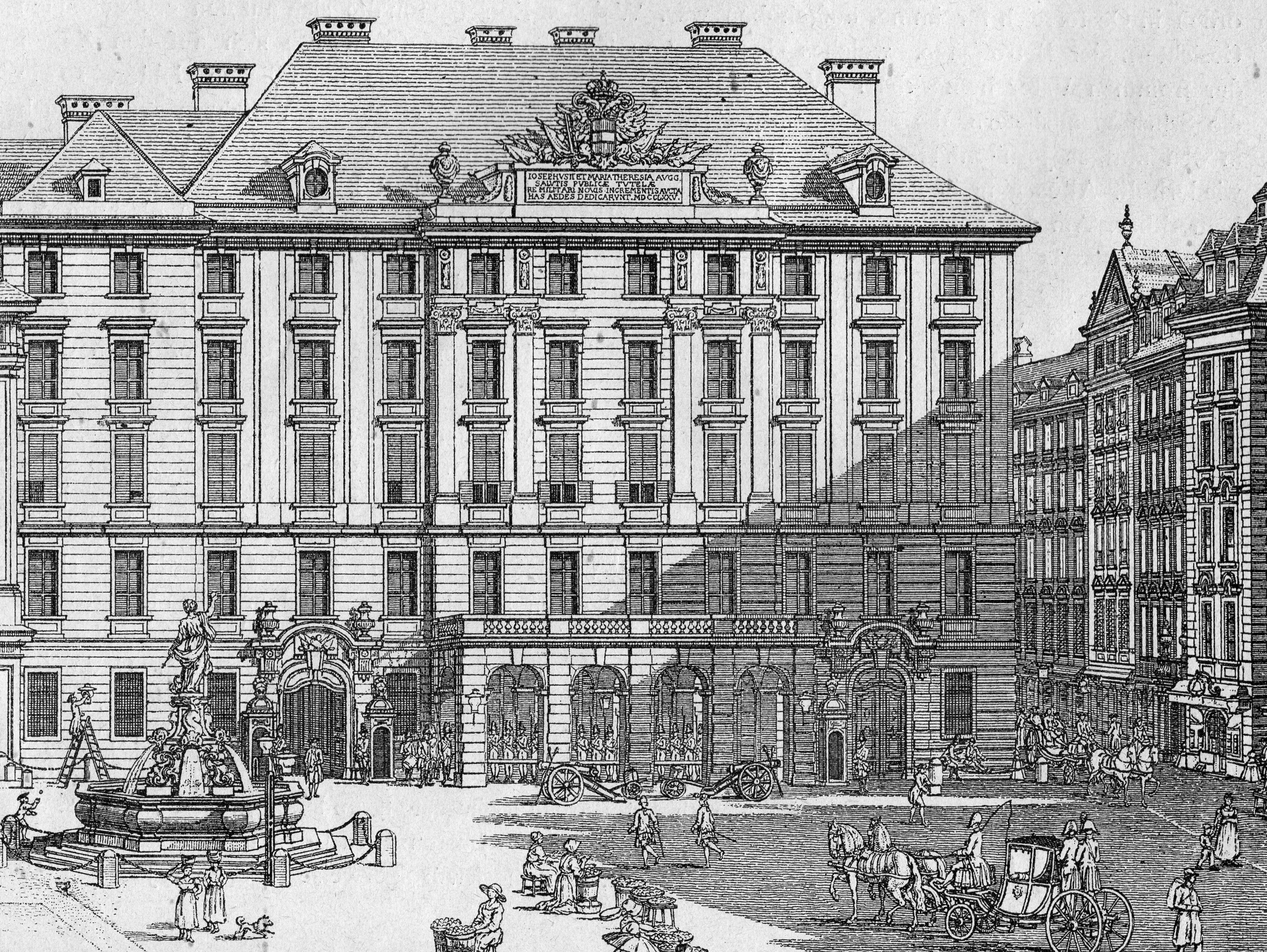
Hofkriegsrat en Viena, 1775.

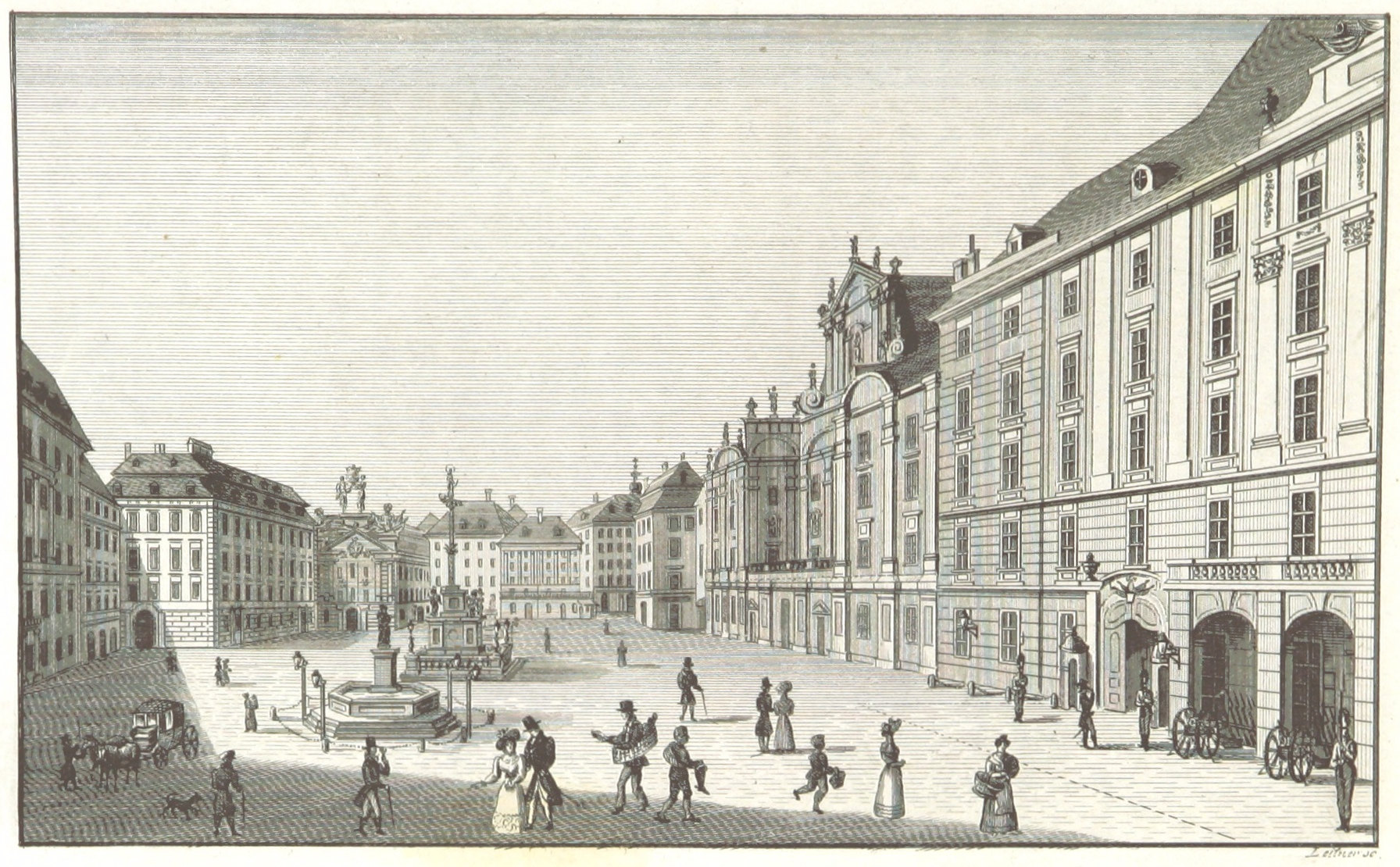
Plaza Am Hof, en el costado derecho se puede ver parte de la fachada del Hofkriegsrat 1832.

Aunque la máxima autoridad del estado era el emperador, este se hacía asesorar en temas militares por el Hofkriegsrat o Consejo Áulico de Guerra establecido en 1556 durante el reinado del emperador Fernando I.
Todos los generales, excepto el rango excepcional de generalissimo, debían solicitar autorización del Hofkriegsraf para cualquier decisión estratégica, política que garantizaba la coordinación del ejército pero que convirtió la maquinaria bélica austríaca en un aparato lento. Durante el reinado de José II se centralizó aún más el organismo y lo dotó de autoridad suprema sobre todas las ramas de la administración militar. El archiduque Carlos de Austria-Teschen presidente del Hofkriegsrat en 1801, dividió la agencia en tres departamentos, responsables de temas militares, judiciales y administrativos.
Tras las guerras napoleónicas, el Hofkriegsrat, fue uno de cuatro Consejos Estatales (Staatsrat), supervisando los temas militares en nombre del emperador de Austria. Su burocracia era características y las decisiones solían dilatarse por debates internos y necesidad de aprobaciones jerárquicas. Uno de los problemas que presentó fue la presencia de funcionarios civiles en departamentos de este organismo. Un problema adicional se presentó por las tendencias en otros países, dado que el Alto Mando militar fue ganando importancia (notablemente en el estado rival de Prusia), mientras que en Austria era sólo una sección subordinada del Hofkriegsrat.
Hasta el 31 de mayo de 1848, el Hofkriegsrat era la autoridad militar central en el Imperio Austriaco. Se convirtió en el Ministerio de Guerra el 1 de junio de 1848, sin afectar primero su estructura organizativa. Sin embargo, especialmente en el contexto de la revolución de 1848/1849 en Austria, sus poderes no estaban claros. Solo después de aplastada la revolución con el nuevo emperador Francisco José I, en octubre de 1849 se definió la estructura militar en más detalle. El Departamento de Guerra debía ocuparse de la administración, el Estado Mayor del Intendencia para la gestión operativa y la Oficina Central Militar para las cuestiones básicas y la política de personal. Las restricciones a los que estuvo sometido fue un problema en la medida en que el ministro de Guerra fue inicialmente responsable ante el Parlamento (hasta que la Constitución fue revocada en 1851 ).
El Ministerio de Guerra fue perdiendo más y más poderes, hasta que en 1853 fue completamente disuelto. En su lugar fue reemplazado por el alto mando del ejército que acumuló muchas prerrogativas, pero sin embargo tendió a la ineficiencia. Esto quedó patente en la derrota contra el Piamonte y Francia en 1859 y como resultado, el Alto Mando del Ejército se disolvió en octubre de 1859 y fue reemplazado por un nuevo Ministerio de Guerra. El nuevo ministro de Guerra tendría plenos poderes.
Según el Compromiso de 1867, este pasó a ser uno de los tres ministerios comunes de la monarquía dual.

## Reclutamiento
| 1 | Húngaros                                              |  | 134.000 |
| 2 | Alemanes (Austria, Salzburgo, Tirol, Estiria, Iliria) |  | 120.00  |
| 3 | Polacos (Galitzia, Bucovina)                          |  | 86.000  |
| 4 | Italianos (Lombardía, Véneto, tirol italiano)         |  | 85.000  |
| 5 | Checos (Bohemia, Moravia)                             |  | 63.000  |
| 6 | Eslavos (Dalmacia, Croacia, Eslavonia)                |  | 22.000  |
| 7 | Rumanos (1/4 de Transilvania)                         |  | 9.000   |

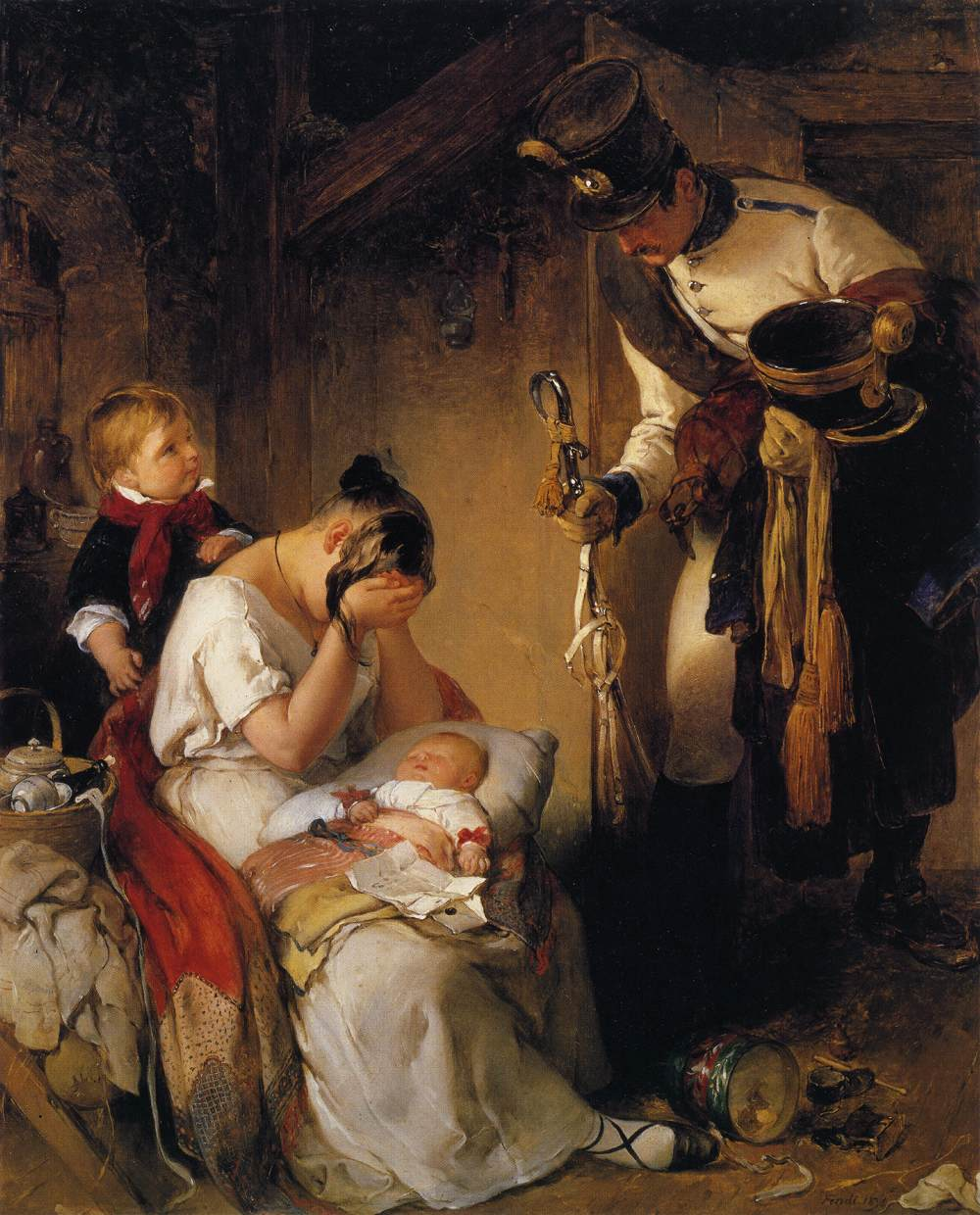

El reclutamiento de soldados para el ejército del Imperio  en el área alemana fue en parte voluntario y en parte llevado a cabo por conscripción. Cada regimiento tenía su propia zona de reclutamiento en el Imperio, y la única excepción en este sentido estaba representada por Galitzia.
El contrato de reclutamiento duraba 7 años para los voluntarios, mientras que fue destinado de por vida a los conscriptos.
Al inicio del 1859 el ejército austríaco constaban de 619.000 hombres.

## Grados

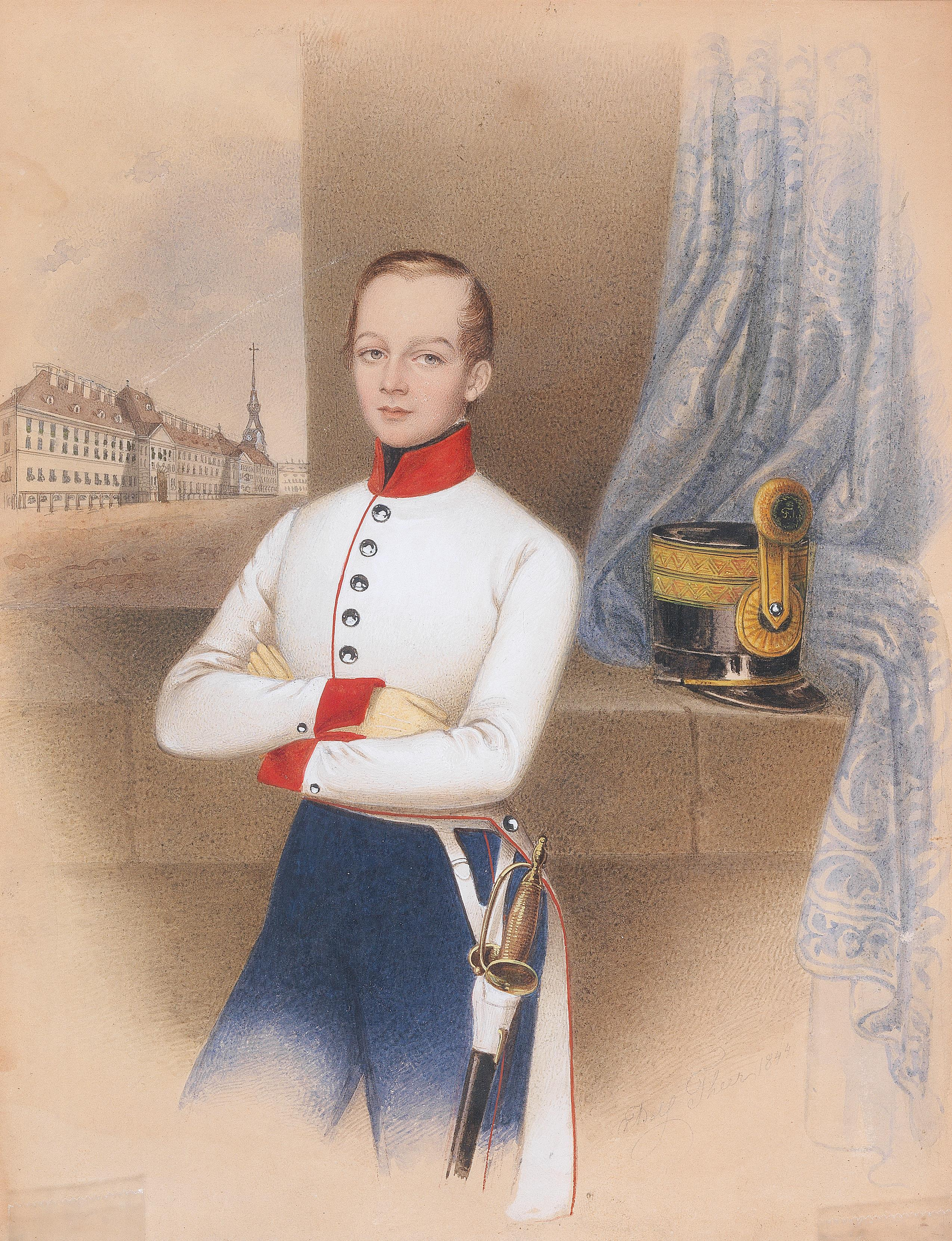
Retrato de un cadete, 1844

| Oficiales generales    | Oficiales generales               | Oficiales generales                                                                                       | Oficiales generales | Oficiales generales | Oficiales generales | Oficiales generales |
| Grado                  | Correspondiente en español        | Notas |                     |                     |                     |                     |
| ---------------------- | --------------------------------- | --- | ------------------- | ------------------- | ------------------- | ------------------- |
| Feldmarschall          | General del ejército              | |                     |                     |                     |                     |
| General der Kavallerie | General de Caballería             | |                     |                     |                     |                     |
| General der Infanterie | General de Infantería             | |                     |                     |                     |                     |
| Feldmarschalleutnant   | Teniente mariscal de campo        | |                     |                     |                     |                     |
| Generalmajor           | General de brigada                | |                     |                     |                     |                     |
| Oficial Superior       |                                   | |                     |                     |                     |                     |
| Inhaber                | Coronel honorario                 | Usado principalmente para regimientos de propiedad privada, como en el ejército del Sacro Imperio Romano. |                     |                     |                     |                     |
| Oberst                 | Coronel                           | |                     |                     |                     |                     |
| Oberstleutnant         | Teniente coronel                  | |                     |                     |                     |                     |
| Major                  | Mayor                             | |                     |                     |                     |                     |
| Oficial inferior       |                                   | |                     |                     |                     |                     |
| Hauptmann              | Capitán                           | Usado en la infantería y artillería                                                                       |                     |                     |                     |                     |
| Rittermeister          | Capitán                           | Usado por la caballería, literalmente "Maestro caballero"                                                 |                     |                     |                     |                     |
| Oberleutnant           | Teniente                          | |                     |                     |                     |                     |
| Unterleutnant          | Subteniente                       | |                     |                     |                     |                     |
| Oficial cadete         |                                   | |                     |                     |                     |                     |
| Fähnrich               | Alférez u oficial cadete superior | |                     |                     |                     |                     |
| Suboficial             |                                   | |                     |                     |                     |                     |
| Korporal               | Sargento                          | infantería,Artillería,Ulano,Dragones                                                                      |                     |                     |                     |                     |
| Tropa                  |                                   | |                     |                     |                     |                     |
| Gefreiter              | Cabo                              | infantería,Ulanos,Dragones                                                                                |                     |                     |                     |                     |
| Vormeister             | Cabo                              | Artillería                                                                                                |                     |                     |                     |                     |
| Gefreiter              | Cabo                              | Húsar |                     |                     |                     |                     |
| Husar                  | Soldado                           | Húsar |                     |                     |                     |                     |
| Soldat                 | Soldado                           | artillero,infante,Cazador,Ulano,Dragon                                                                    |                     |                     |                     |                     |

## Galería de imágenes

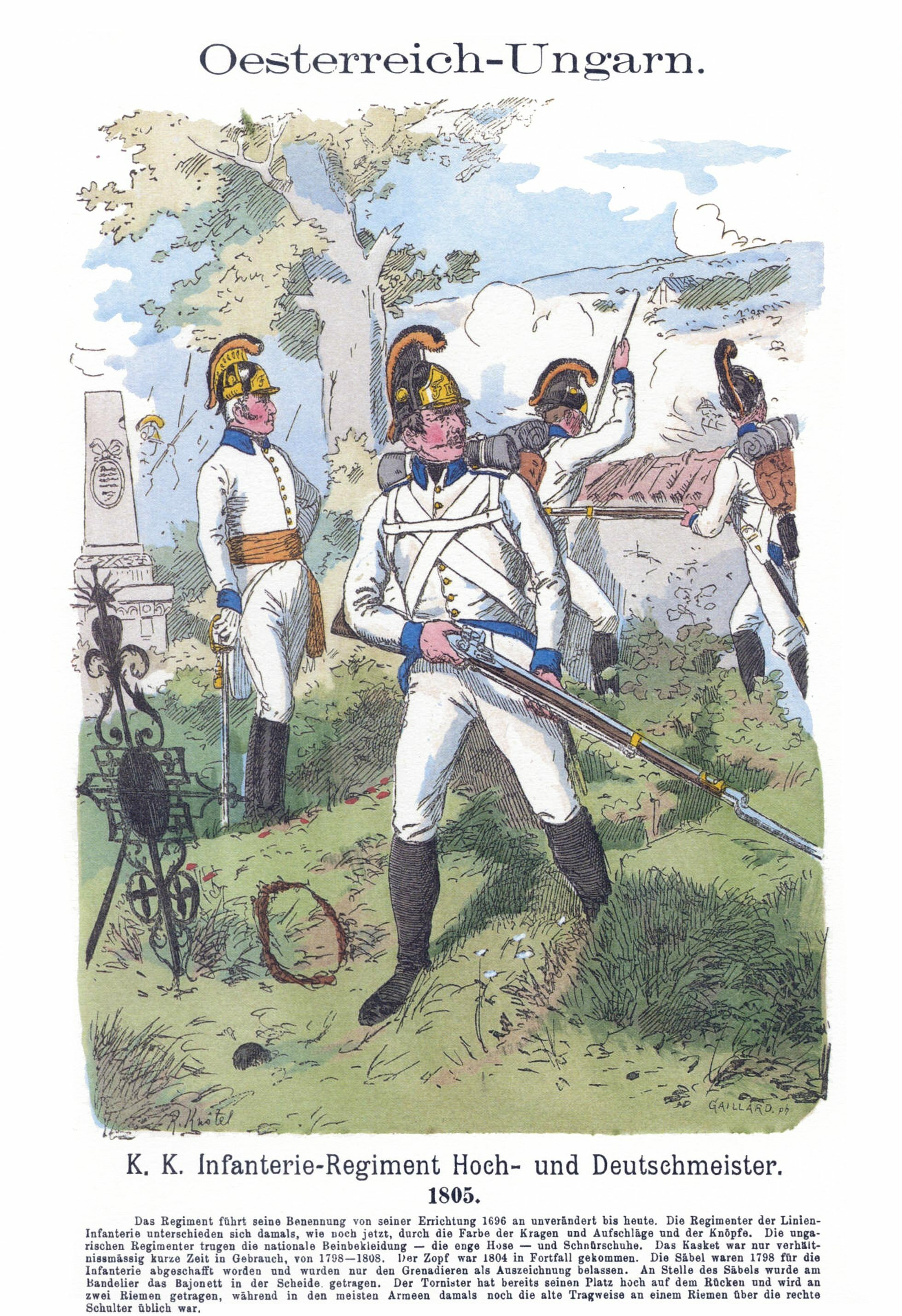
Infantería 1805.
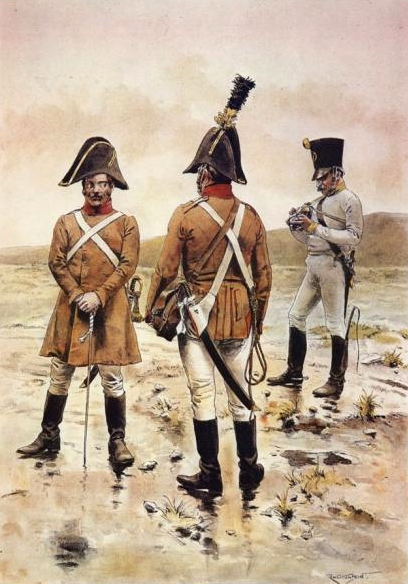
Artillería 1809.
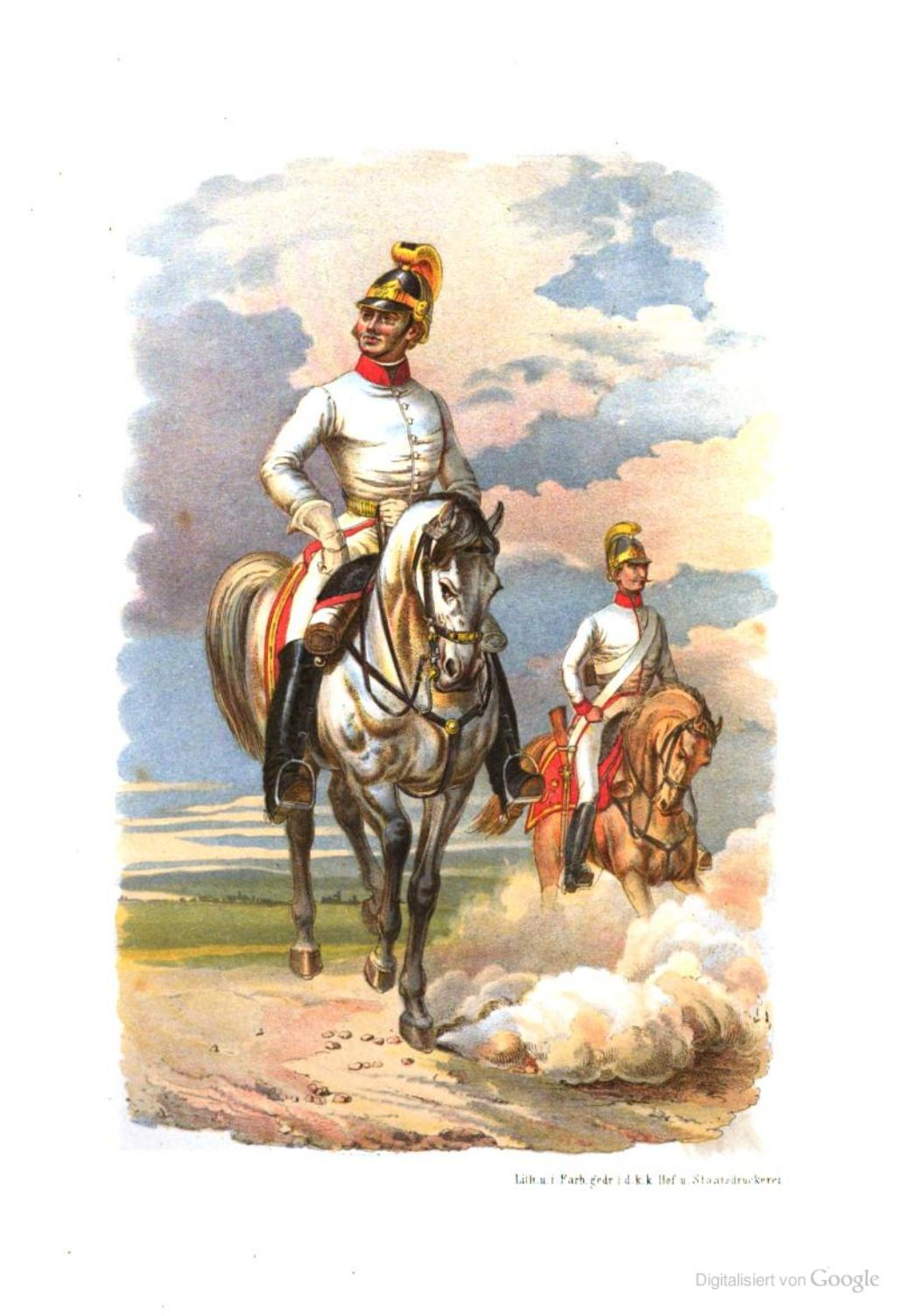
Caballería 1800.
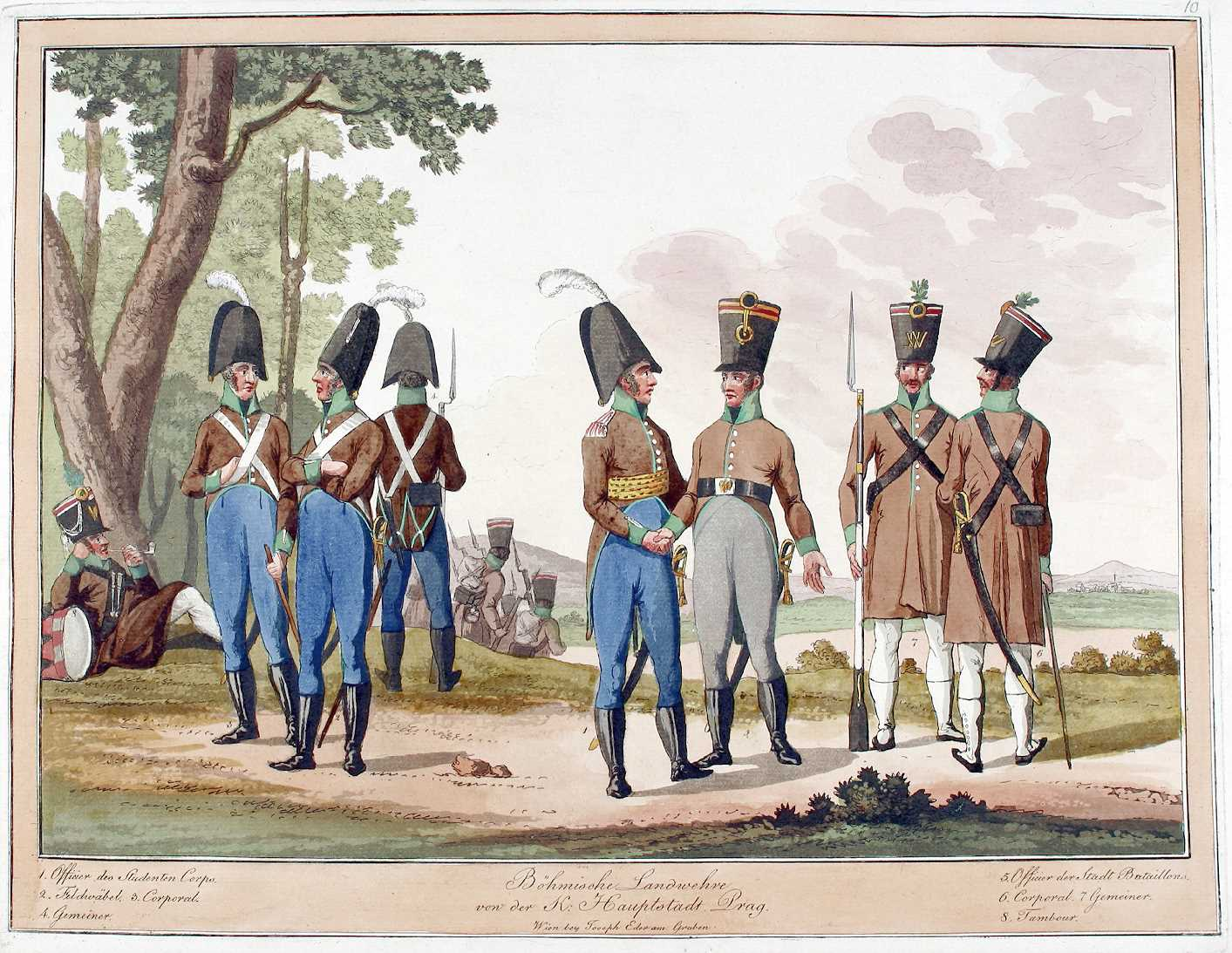
Tropas 1809.
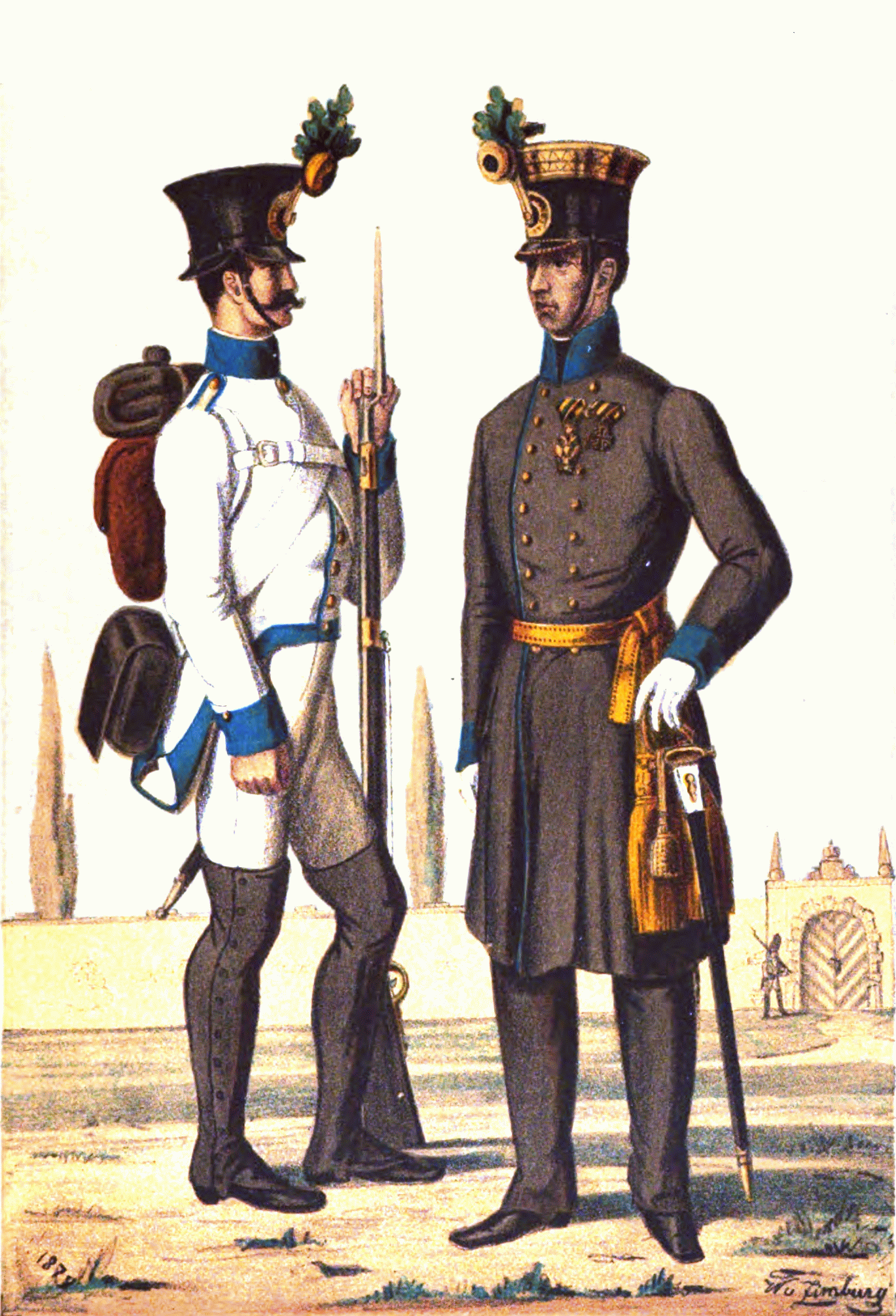
Oficial y soldado 1809–1835.
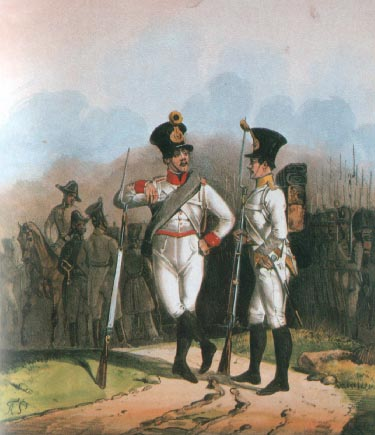
infantería 1830.
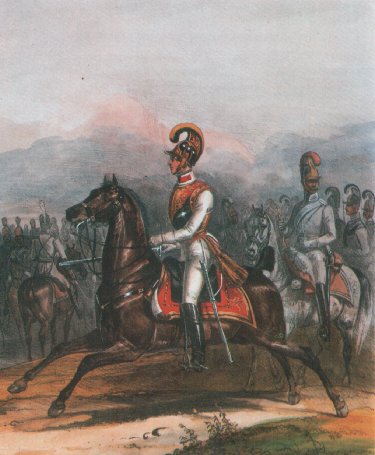
Coraceros 1835.
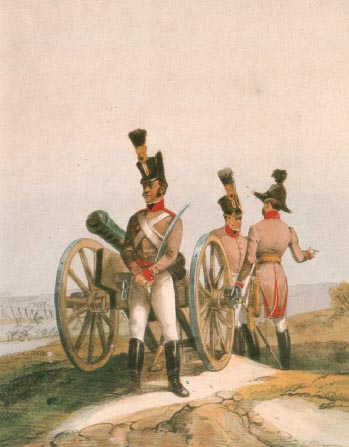
Artillería 1835.
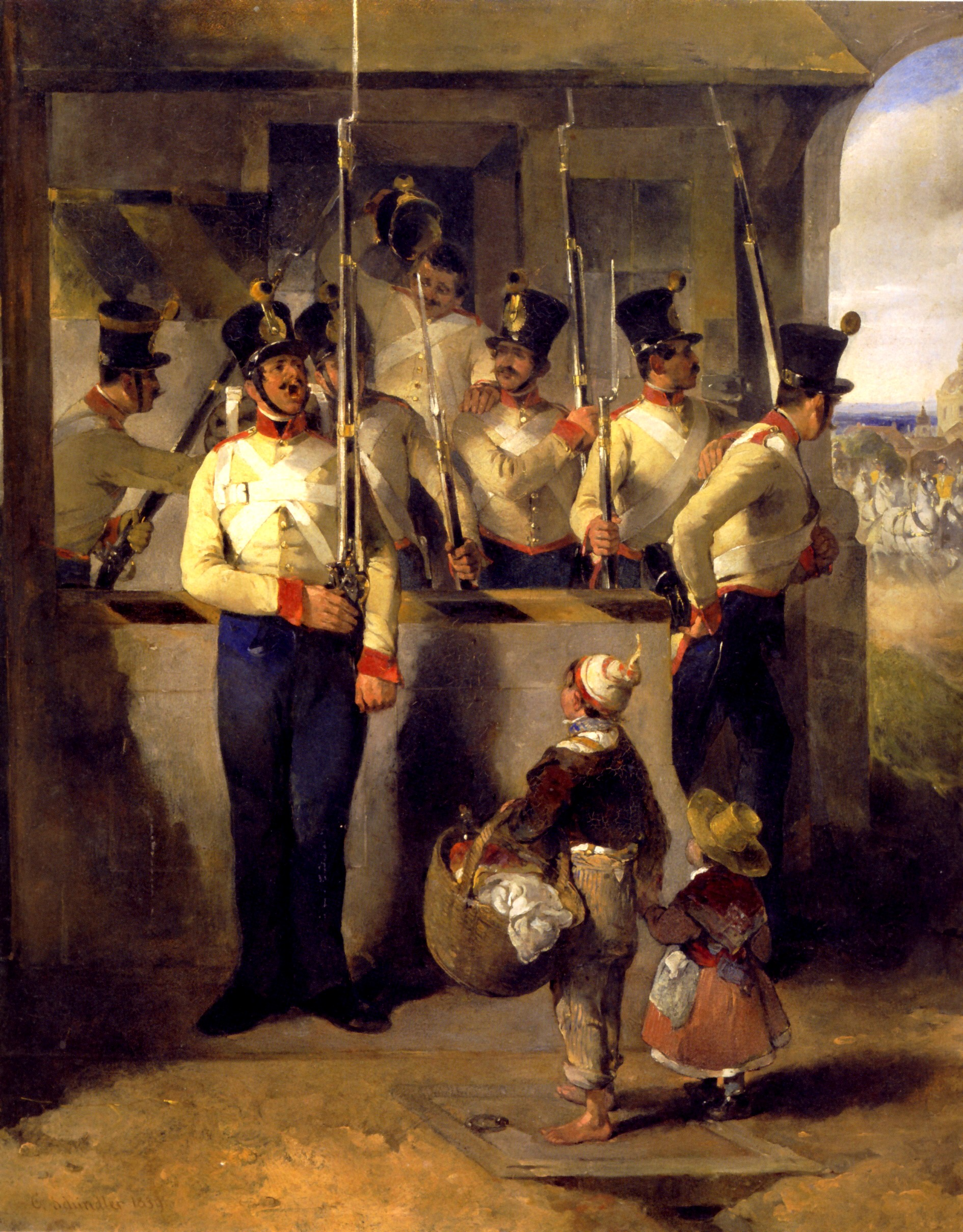
Centinelas austríacos 1839
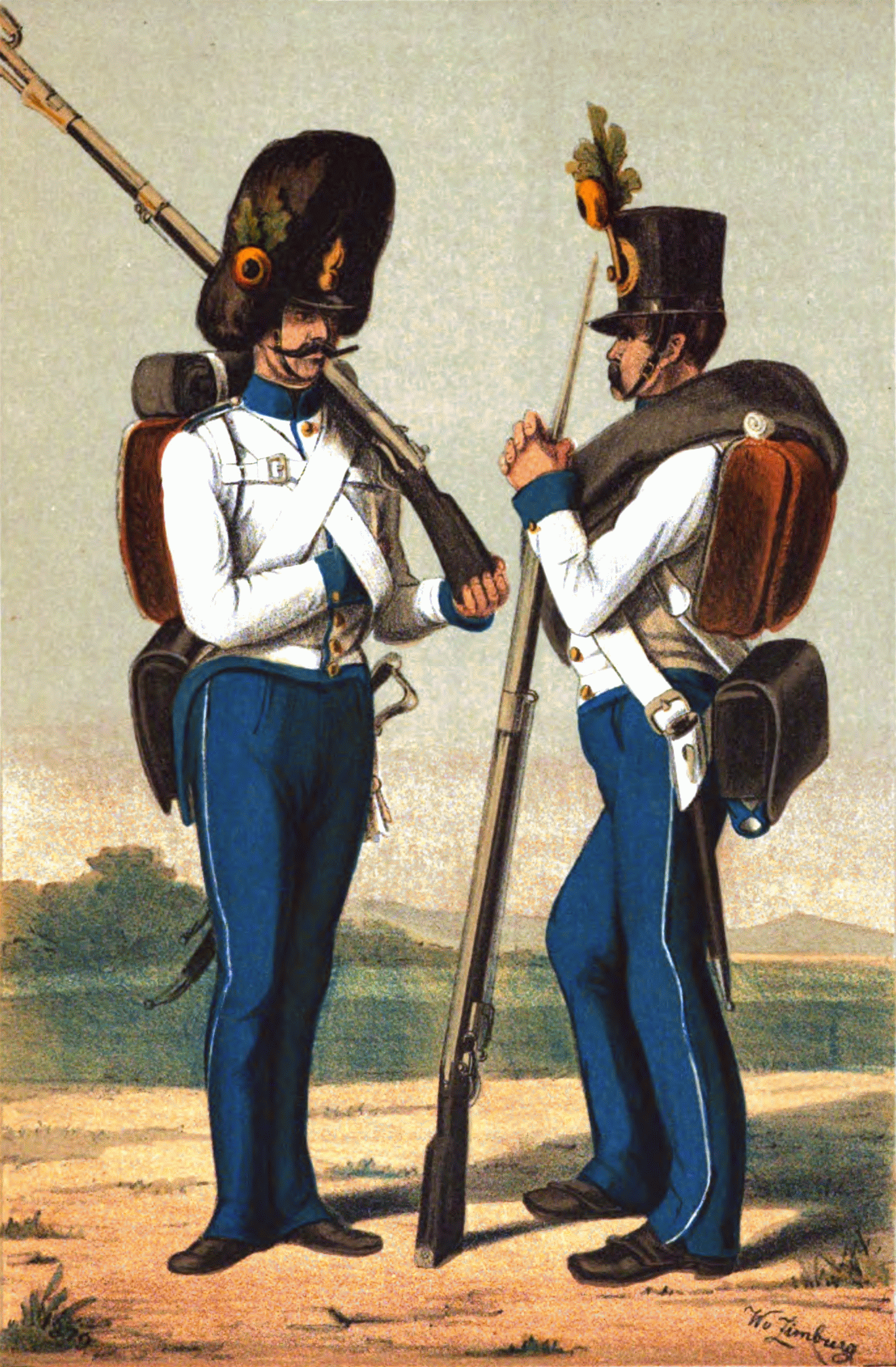
Granadero y soldado 1836-1848.
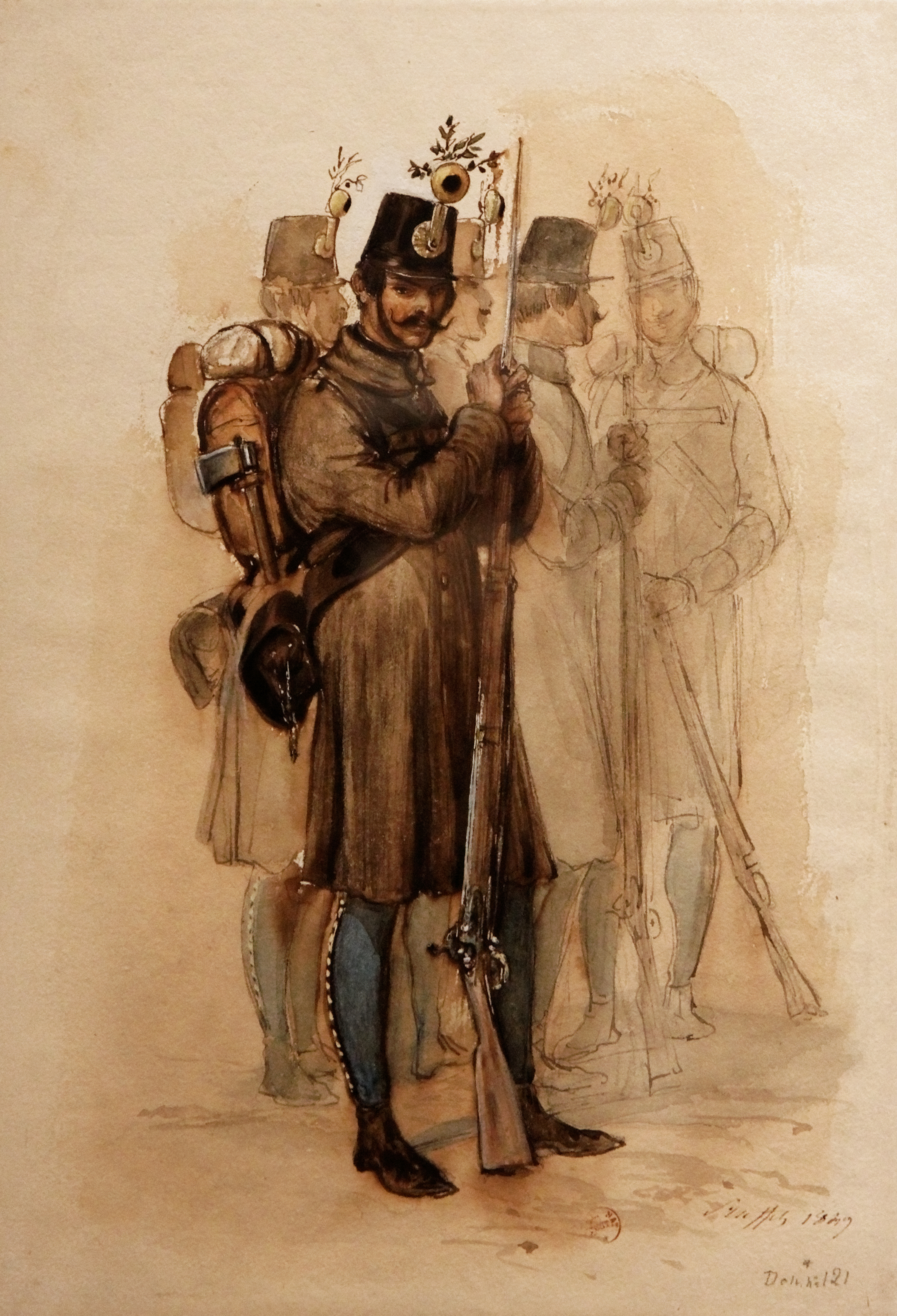
soldados Húngaros 1849.
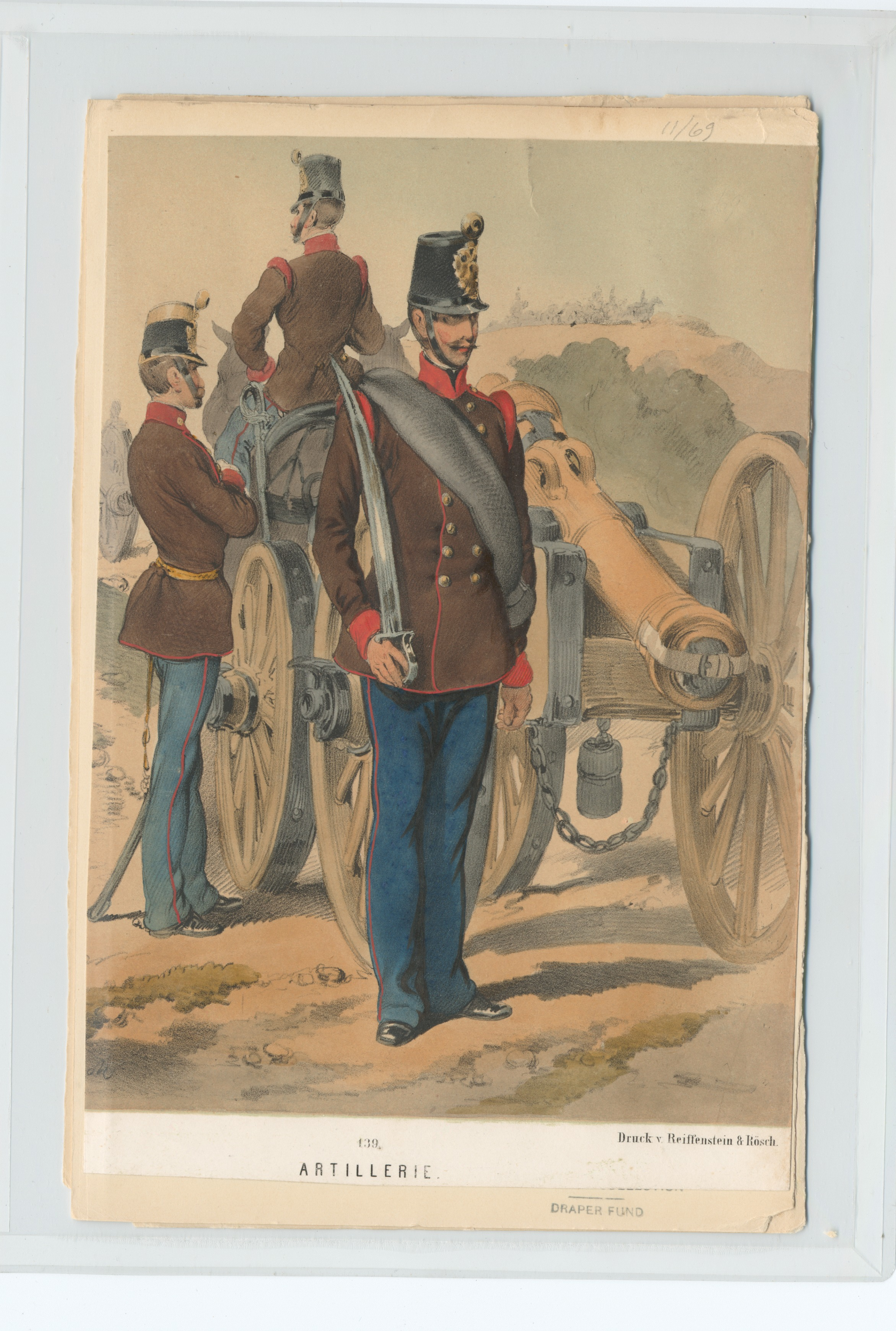
Artillería 1854.
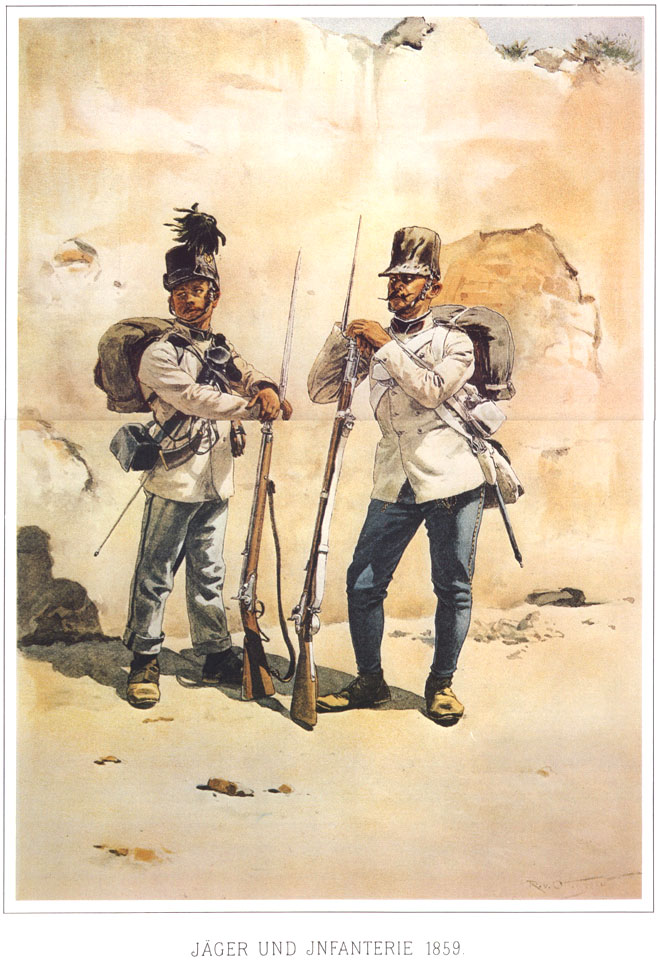
Infantería 1859.
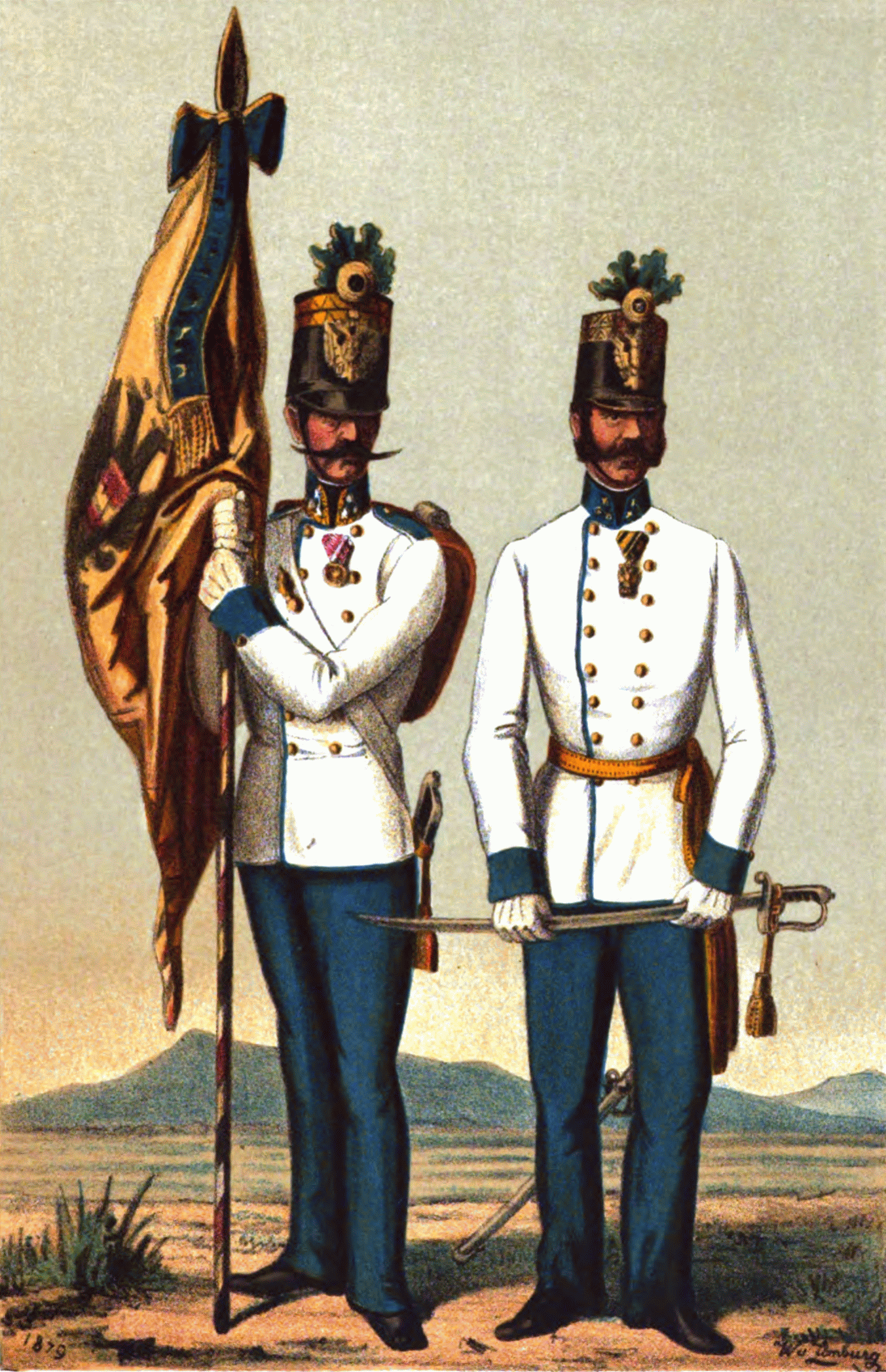
Capitán y abanderado 1850-1860.
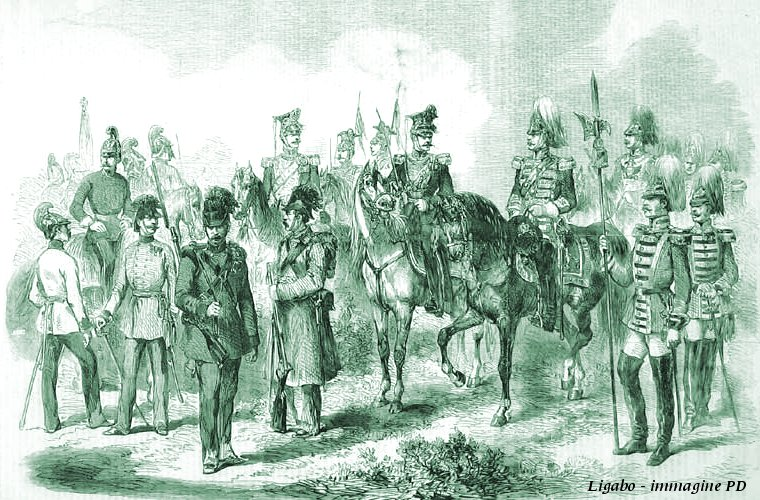
Ejército Austriaco 1859.
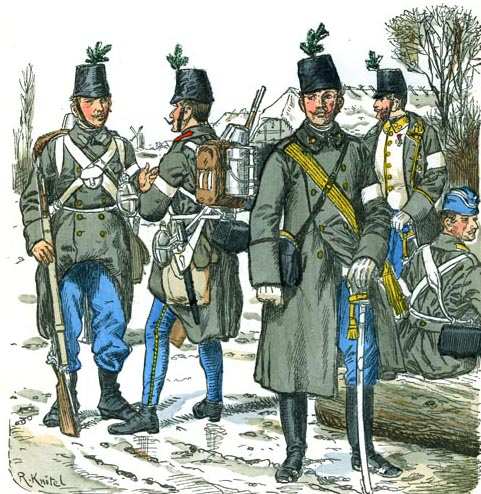
Infantería 1864.
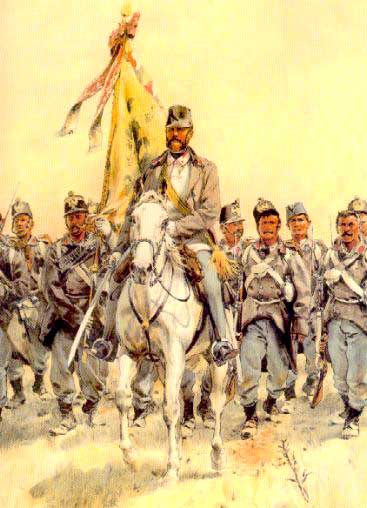
Infantería 1866.
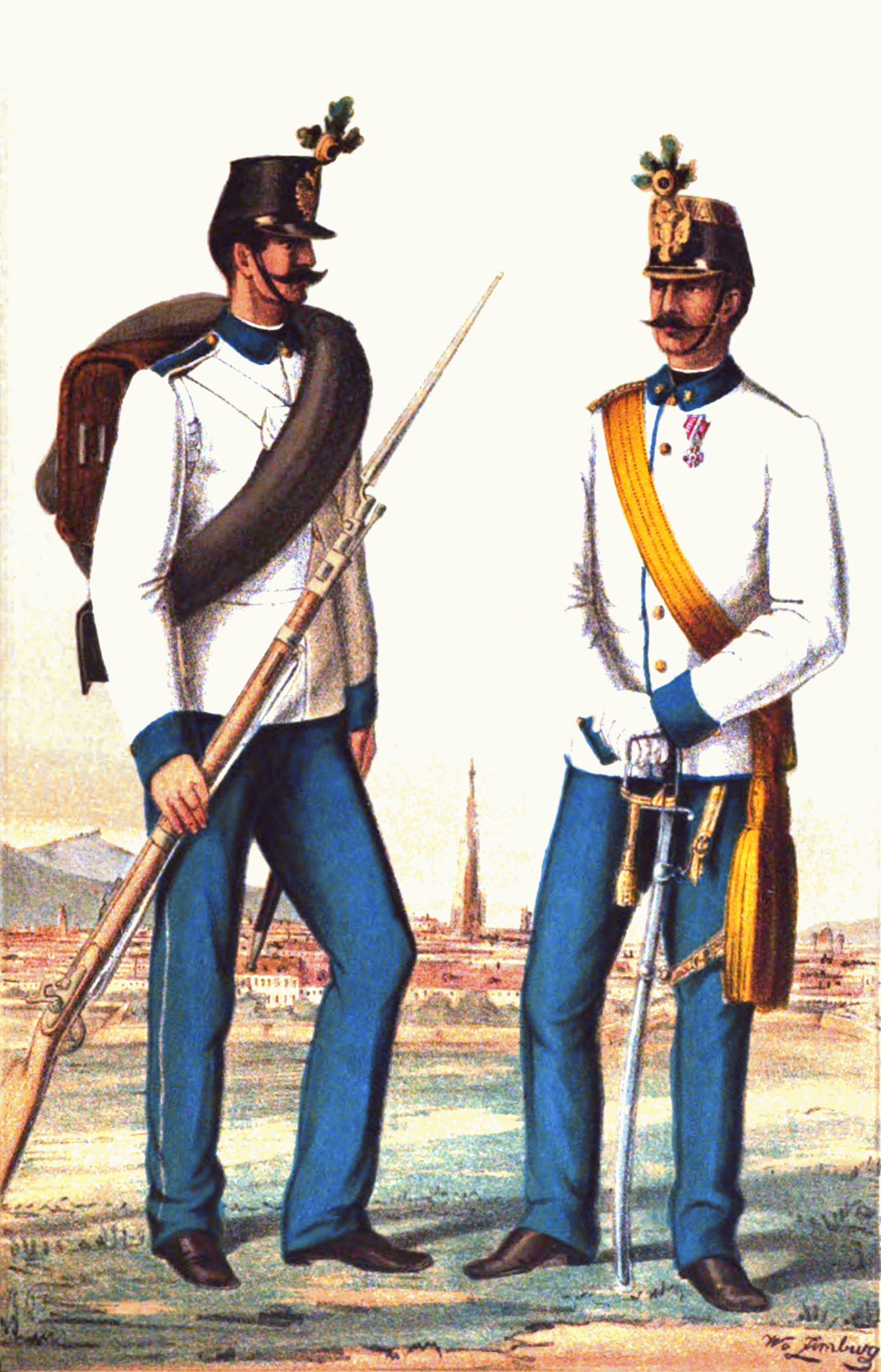
Oficial y soldado 1860-1867.
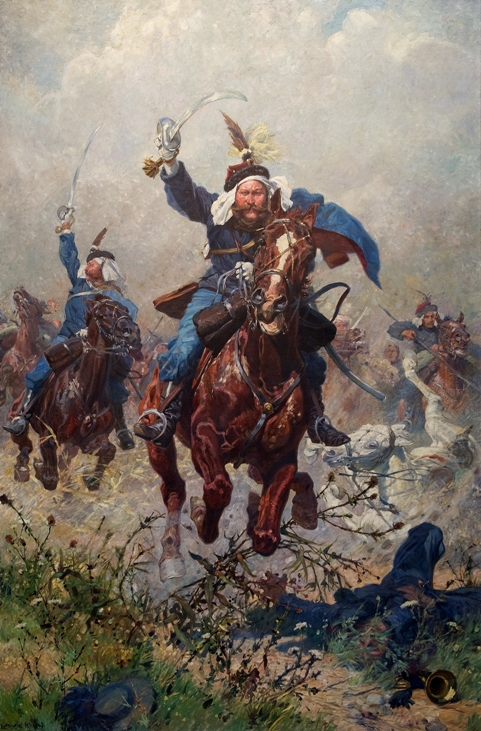
Caballería 1866.
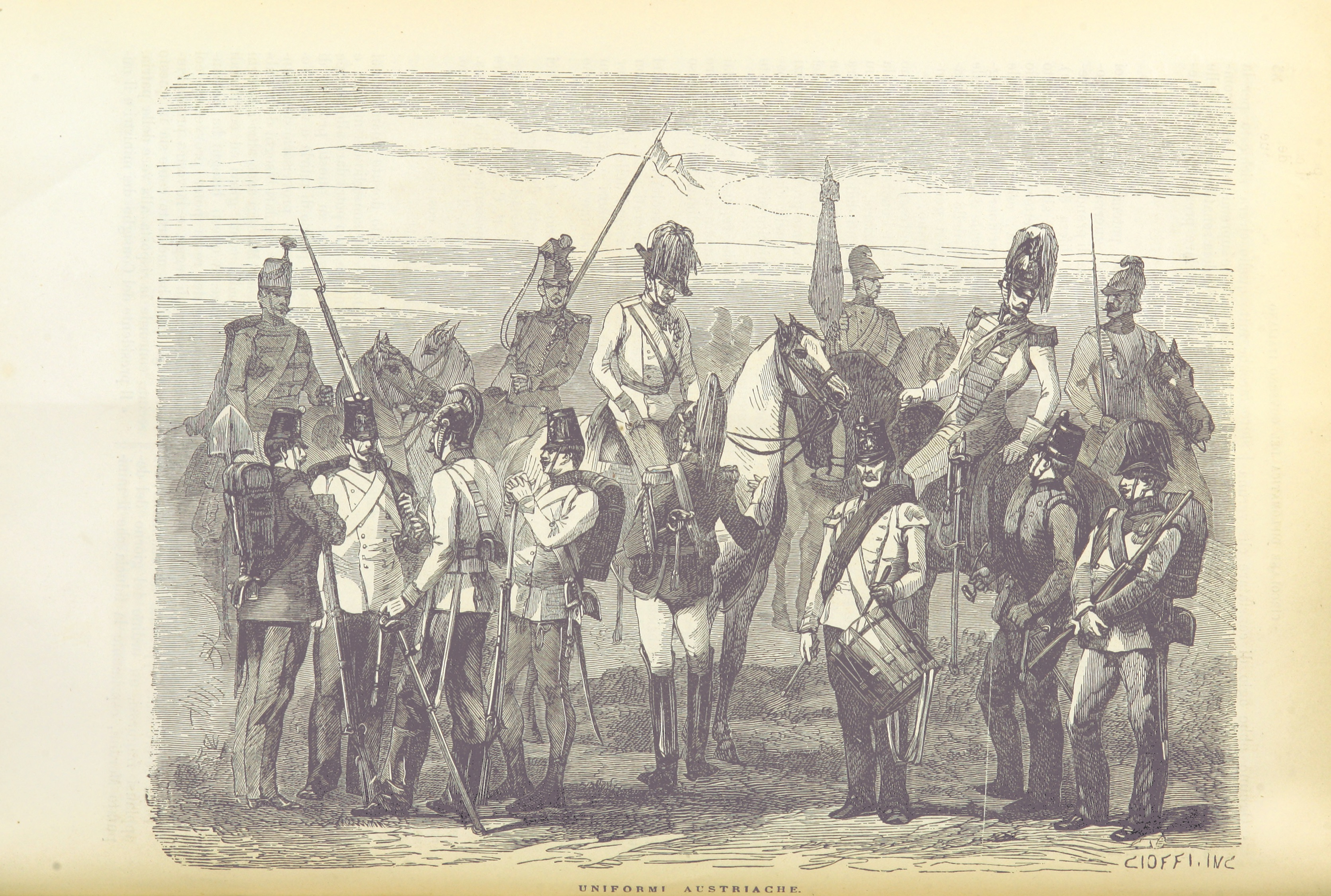
Ejército 1866.